# RMS Olympic

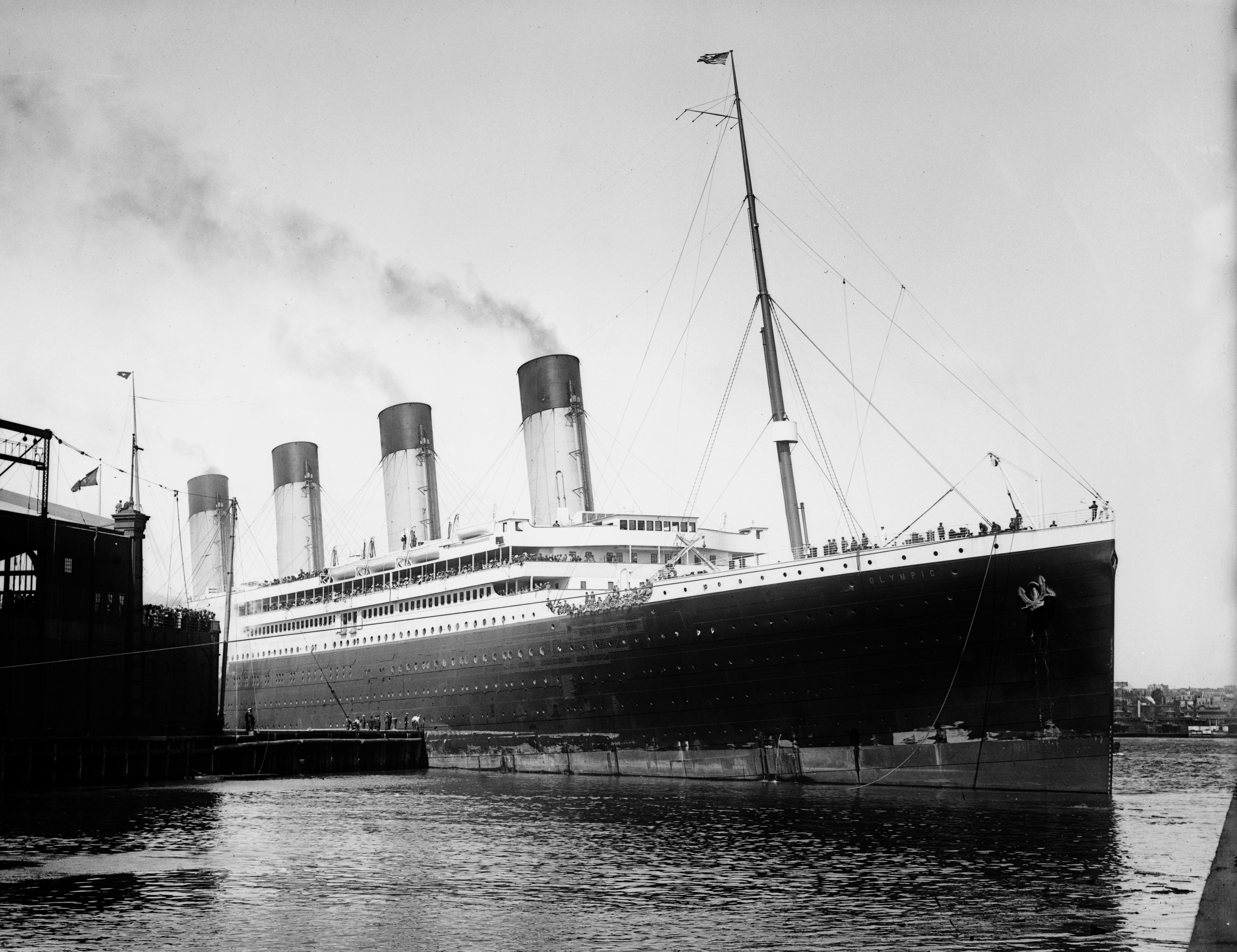
RMS Olympic

RMS Olympic (sau SS Olympic) a fost prima din grupa de trei mari nave pachebot ale companiei White Star Line, care a inclus Titanic și Britannic. Spre deosebire de surorile ei, Olympic a avut o carieră lungă (1911-1935) și a fost singura care nu s-a scufundat.

## Caracteristici
- Deplasament: 45.342 tdw
- Dimensiuni: 259.83 x 28.19m
- Nr. de coșuri: 4
- Nr. de catarge: 2
- Viteza: 21 knots
- Constructor: Harland and Wolff, Belfast
- Data lansării la apă: 20 octombrie 1910
- Pasageri: 735 clasa 1, 674 clasa a 2-a, 1 026 clasa a 3-a

## Istoria

### Începutul
Bruce Ismay, patronul companiei White Star Line, și Lord Pirrie, patronul șantierului naval Harland and Wolff din Belfast, au proiectat o nouă clasă de vase "olimpice" care să le depășească pe cele ale companiei rivale Cunard, RMS Lusitania și RMS Mauretania în dimensiune și lux, dar nu și în viteză. Olympic a fost construit primul, urmat de Titanic și Britannic. Construcția navei a început în 1908 și a fost lansată în 1910. Pentru lansarea ei, care a avut loc în data de 20 octombrie 1910, chila sa a fost vopsită în alb din motive fotografice. Chila ei a fost revopsită după lansare. Călătoria sa inaugurală a avut loc pe data de 14 iunie 1911. În timpul acestei calatorii, Thomas Andrews, constructorul șef al șantierului naval, a fost prezent la bord. Nava avea o lungime de 269 de metri și o lățime de 28 de metri. Putea să atingă o viteză maximă de 43 de km/h având o putere de 50.000 de CP. Tonajul sâu era de 45.324 de tone. Olympic-ul consuma 650 de tone de cârbune pe zi, în comparație cu 1000 de tone consumate de Lusitania si Mauretania.

### Incidentul „Hawke”
Pe data de 20 septembrie 1911, primul mare incident major al Olympicului a fost coliziunea cu nava de război britanică, HMS Hawke. Deși coliziunea a inundat două compartimente etanșe și a îndoit una din elice, Olympicul a fost capabil să se întoarca în port, la Southampton. Ca rezultat al incidentului, Marina Regală a dat vina pe Olympic, deoarece dimensiunea ei a creat un curent ce a atras nava Hawke. Căpitan pe Olympic în acest incident era Edward Smith, căpitan mai târziu pe nava Titanic. Un membru al echipajului, Violet Jessop nu numai că a supraviețuit coliziunii cu Hawke, dar a supraviețuit și scufundării navelor Titanic și Britannic în 1916.
Incidentul cu Hawke a fost un dezastru financiar pentru White Star Line. Olympicul a fost înapoiat la Belfast și, pentru a mări viteza reparațiilor, a trebuit amânată lansarea Titanicului pentru a putea adăuga noua elice. În februarie 1912, Olympic a pierdut o pala de la elice si a fost iarăși la șantier pentru reparații de urgență. Pentru a mări viteza de reparație, compania a trebuit să amâne călătoria inaugurală a Titanicului de pe 20 martie 1912 pentru 10 aprilie 1912.

### DezastrulTitanicului
În data de 14 aprilie 1912, Olympic a primit mesajul de ajutor din partea Titanicului, dar era prea departe pentru a putea asista. Asemenea Titanicului, Olympic nu a avut destule bărci de salvare. La întoarcerea în Anglia, Olympic a fost echipat cu mai multe bărci de salvare. Șase luni mai târziu, compania a anulat o cursă a pachebotului Olympic pentru a se putea întoarce la șantier pentru înălțarea compartimentelor etanșe și pentru adăugarea încă a unui strat de oțel în jurul chilei și, cel mai important, adăugarea unui număr de bărci de salvare suficient pentru toți pasagerii și echipaj. Cu toate aceste modificări, tonajul a ajuns la 46.439 de tone. În 1913, Olympic s-a întors în serviciu și a devenit cel mai mare vas din lume pâna la prima cursă a navei SS Imperator în iunie 1913.

### Primul război mondial
La începutul Primului Război Mondial, Olympic a rămas în serviciu ca pachebot. La data de 27 octombrie, 1914 a primit ordin să salveze nava britanică de razboi, HMS Audacious. Olympic a luat la bord echipajul navei. Încercarile de salvare a navei au fost inutile, deoarece avariile erau foarte grave iar nava s-a scufundat.
În septembrie 1915, Olympic a fost transformata de Marina Regală în navă de transportat trupe. Înarmată, ea a transportat trupe militare în partea de est a Mării Mediterane. Din 1916 până în 1917, Olympic a fost însărcinată de Guvernul Canadian sa transporte trupe din Nova Scotia spre Marea Britanie. După ce Statele Unite au declarat război Germaniei, Olympic a transportat trupe din Statele Unite spre Marea Britanie.
Pe 12 mai, 1918, Olympic, sub comanda lui Bertram Fox Hayes, a reușit să scufunde submarinul german U-103, fiind singurul caz din timpul razboiului în care o navă de luptă este scufundată de una comercială.
În timpul razboiului, Olympic a reușit să transporte 201.000 de trupe, să consume 347.000 de tone de carbune și să parcurga în jur de 184.000 de mile.

### Perioada interbelică
După ce și-a încheiat serviciul de transportat trupe, Olympic s-a întors la Belfast pentru a se reechipa pentru serviciul comercial. Interiorul ei a fost modernizat iar cazanele au fost schimbate din propulsie pe cărbune în propulsie cu ulei.
După ce a ieșit de la echipare, Olympic avea un tonaj de 46.439 de tone, permițându-i să își recapete titlul de cea mai mare navă britanică (desi RMS Aquitania era putin mai lungă). În 1920 s-a întors în serviciul comercial, într-o călătorie din acel an transportând 2403 pasageri. Ulterior, i s-au alăturat RMS Majestic și RMS Homeric pentru un serviciu-expres din 1922, operând cu succes până la începutul Marii Crize Economice care i-au scăzut cererea.

### Sfârșitul
După o noua reechipare l-a sfârșitul anului 1932, Olympic s-a intors în serviciu în martie 1933 "arătând ca nou". Motoarele lucrau la capacitate maximă și de multe ori a depășit viteza de 23 de noduri, deși era considerată o viteza mediocră pentru cursele transatlantice. Capacitățile de transport erau 618 la clasa I, 447 la clasa turistica și doar 382 la clasa a III-a după scăderea numărului imigranților. 1933 a fost cel mai rău an din istoria navei, transportând în total sub 10.000 de pasageri.
În 1934, compania White Star Line a fuzionat cu Cunard Line la insistențele Guvernului Britanic. Această fuziune au permis noi fonduri pentru terminarea navei RMS Queen Mary. Cunard White Star a început să retragă surplusul de tonaj, care includeau majoritatea vechilor nave White Star Line. Olympic a fost retrasă din serviciu în 1935 și a fost vânduta lui Sir John Jarvis pentru 100.000 de lire sterline pentru dezmembrare.